# Homogeniteit (natuurkunde)
Homogeniteit is de eigenschap waarbij een stof een vaste, consistente samenstelling bezit, met uniforme eigenschappen. Deeltjes zijn zo veel mogelijk verspreid en gelijkmatig gemengd. Elke steekproef uit het materiaal zal dezelfde samenstelling hebben en dezelfde eigenschappen. Voorbeelden zijn oplossingen en legeringen, maar niet allemaal.
Een homogeen mengsel is een uniform mengsel van stoffen met dezelfde fase. Voorbeelden zijn benzine en margarine. Een homogeen veld heeft overal dezelfde waarde of richting, zoals het homogene elektrische veld tussen de vlakke platen van een condensator.
Homogeniteit kan in de natuurkunde ook meer algemeen gebruikt worden: dat geen enkele eigenschap of natuurwet afhankelijk mag zijn van de absolute plaats in de ruimte waar hij gemeten wordt. Natuurwetten zouden erg onbruikbaar worden als ze andere uitkomsten zouden hebben, puur op basis van de plaats in de ruimte. Dit principe wordt ook wel translatiesymmetrie genoemd. 
Behoudswetten zijn volgens de stelling van Noether het gevolg van het homogene karakter van de in de natuurkunde voorkomende velden. Daarmee wordt bedoeld dat de velden een zekere symmetrie bezitten, niet dat zij noodzakelijk constant zijn.